# Kilburnia scholvieni
Kilburnia scholvieni là một loài ốc biển, là động vật thân mềm chân bụng sống ở biển trong họ Fasciolariidae.